# Temporada 2008 del Campeonato Mundial de Supersport

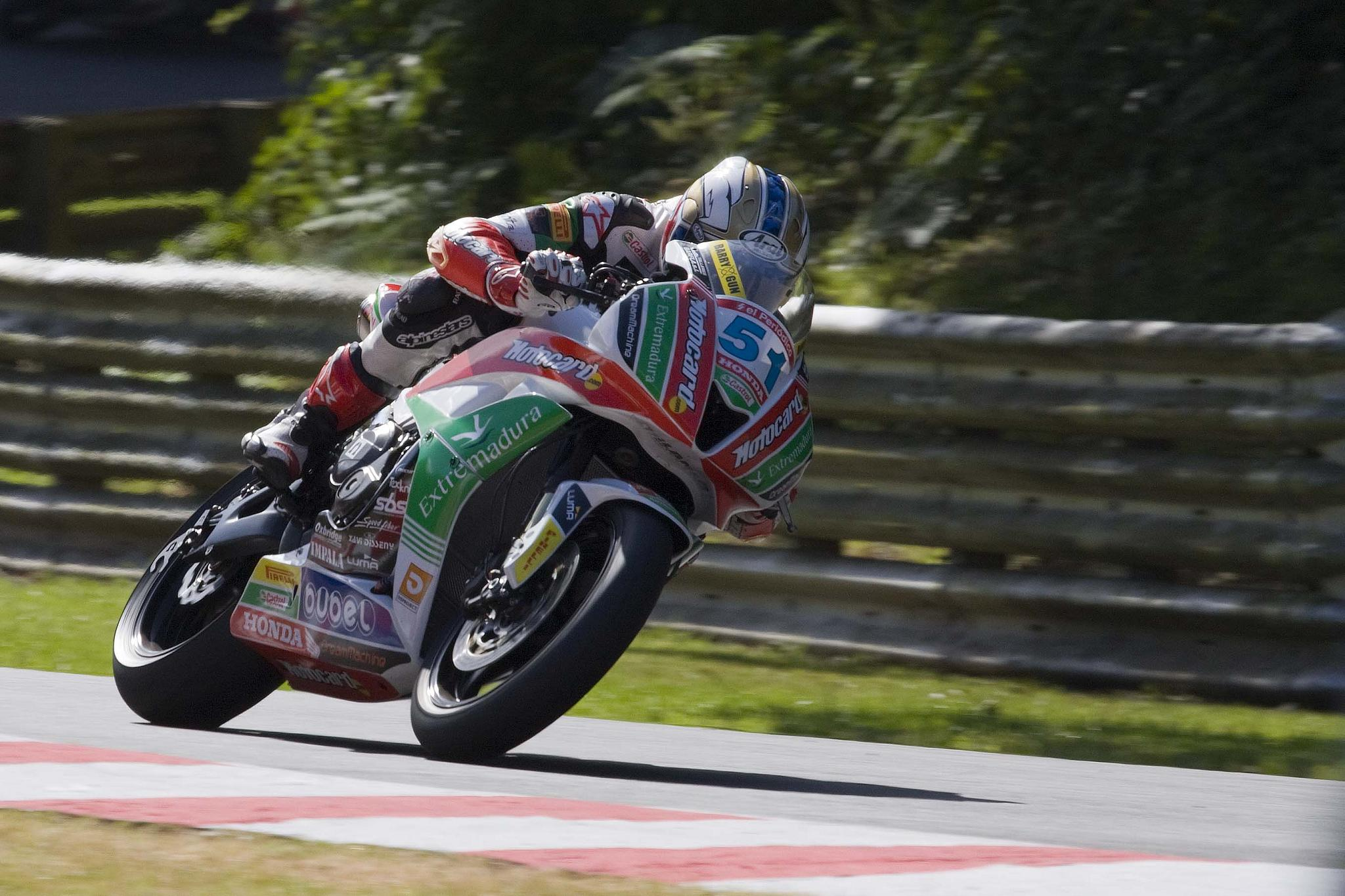
La temporada comenzó el 23 de febrero en Losail y terminó el 2 de noviembre en Portimão después de 13 rondas.

La Temporada 2008 del Campeonato Mundial de Supersport fue la décima temporada del Campeonato Mundial de Supersport, pero la decimosegunda teniendo en cuenta las dos celebradas bajo el nombre de Serie Mundial de Supersport. La temporada comenzó el 23 de febrero en Losail y terminó el 2 de noviembre en Portimão después de 13 rondas. El campeonato apoyó el Campeonato Mundial de Superbikes en cada ronda, con la excepción de la ronda en el Miller Motorsports Park. La temporada estuvo marcada por el fallecimiento de Craig Jones debido a un accidente durante en la carrera de Brands Hatch.

## Calendario y resultados
| Ronda | Fecha            | Ronda           | Circuito       | Pole position    | Vuelta Rápida      | Piloto Ganador |
| ----- | ---------------- | --------------- | -------------- | ---------------- | ------------------ | -------------- |
| 1     | 23 de febrero    | Catar           | Losail         | Fabien Foret     | Fabien Foret       | Broc Parkes    |
| 2     | 2 de marzo       | Australia       | Phillip Island | Andrew Pitt      | Robbin Harms       | Andrew Pitt    |
| 3     | 6 de abril       | España          | Valencia       | Andrew Pitt      | Broc Parkes        | Joan Lascorz   |
| 4     | 27 de abril      | Países Bajos    | Assen          | Broc Parkes      | Gianluca Vizziello | Andrew Pitt    |
| 5     | 11 de mayo       | Italia          | Monza          | Broc Parkes      | Fabien Foret       | Fabien Foret   |
| 6     | 15 de junio      | Alemania        | Nürburgring    | Broc Parkes      | Broc Parkes        | Andrew Pitt    |
| 7     | 29 de junio      | San Marino      | Misano         | Broc Parkes      | Broc Parkes        | Andrew Pitt    |
| 8     | 20 de julio      | República Checa | Brno           | Broc Parkes      | Andrew Pitt        | Jonathan Rea   |
| 9     | 3 de agosto      | Reino Unido     | Brands Hatch   | Matthieu Lagrive | Andrew Pitt        | Jonathan Rea   |
| 10    | 7 de septiembre  | Unión Europea   | Donington Park | Matthieu Lagrive | Josh Brookes       | Josh Brookes   |
| 11    | 21 de septiembre | Italia          | Vallelunga     | Broc Parkes      | Broc Parkes        | Jonathan Rea   |
| 12    | 5 de octubre     | Francia         | Magny-Cours    | Broc Parkes      | Broc Parkes        | Andrew Pitt    |
| 13    | 2 de noviembre   | Portugal        | Portimao       | Kenan Sofuoğlu   | Kenan Sofuoğlu     | Kenan Sofuoğlu |

## Pilotos y equipos
| Parrilla 2008                 | Parrilla 2008 | Parrilla 2008   | Parrilla 2008 | Parrilla 2008            | Parrilla 2008 |
| Equipo                        | Constructor   | Moto            | No.           | Piloto                   | Rondas        |
| ----------------------------- | ------------- | --------------- | ------------- | ------------------------ | ------------- |
| Kawasaki Gil Motor Sport      | Kawasaki      | Kawasaki ZX-6R  | 3             | Billy McConnell          | 9             |
| Kawasaki Gil Motor Sport      | Kawasaki      | Kawasaki ZX-6R  | 9             | Chris Walker             | 1–8           |
| Kawasaki Gil Motor Sport      | Kawasaki      | Kawasaki ZX-6R  | 21            | Katsuaki Fujiwara        | All           |
| Kawasaki Gil Motor Sport      | Kawasaki      | Kawasaki ZX-6R  | 126           | Chris Martin             | 10–13         |
| PMS                           | Kawasaki      | Kawasaki ZX-6R  | 4             | Lorenzo Alfonsi          | 1–2           |
| PMS                           | Honda         | Honda CBR600RR  | 4             | Lorenzo Alfonsi          | 3–6           |
| PMS                           | Honda         | Honda CBR600RR  | 111           | Arne Tode                | 7             |
| CRS Grand Prix                | Honda         | Honda CBR600RR  | 4             | Lorenzo Alfonsi          | 7–12          |
| CRS Grand Prix                | Honda         | Honda CBR600RR  | 35            | Giuseppe Barone          | 11            |
| CRS Grand Prix                | Honda         | Honda CBR600RR  | 38            | Grégory Leblanc          | 1–8           |
| CRS Grand Prix                | Honda         | Honda CBR600RR  | 53            | Midge Smart              | 9–10          |
| CRS Grand Prix                | Honda         | Honda CBR600RR  | 75            | Luka Nedog               | 1–5           |
| Yamaha World Supersport       | Yamaha        | Yamaha YZF-R6   | 5             | Karl Harris              | 9             |
| Yamaha World Supersport       | Yamaha        | Yamaha YZF-R6   | 23            | Broc Parkes              | All           |
| Yamaha World Supersport       | Yamaha        | Yamaha YZF-R6   | 50            | Eugene Laverty           | 10–11         |
| Yamaha World Supersport       | Yamaha        | Yamaha YZF-R6   | 99            | Fabien Foret             | 1–8, 12–13    |
| Triumph Italia BE1 Racing     | Triumph       | Triumph 675     | 8             | Mark Aitchison           | All           |
| Triumph Italia BE1 Racing     | Triumph       | Triumph 675     | 22            | Steve Plater             | 9             |
| Triumph Italia BE1 Racing     | Triumph       | Triumph 675     | 24            | Garry McCoy              | 13            |
| Triumph Italia BE1 Racing     | Triumph       | Triumph 675     | 47            | Ivan Clementi            | 1–8, 10–13    |
| Hannspree Honda Althea        | Honda         | Honda CBR600RR  | 6             | Tommy Hill               | 6             |
| Hannspree Honda Althea        | Honda         | Honda CBR600RR  | 11            | Russell Holland          | 7–13          |
| Hannspree Honda Althea        | Honda         | Honda CBR600RR  | 61            | Andrea Antonelli         | 1–2           |
| Hannspree Honda Althea        | Honda         | Honda CBR600RR  | 69            | Gianluca Nannelli        | All           |
| Hannspree Honda Althea        | Honda         | Honda CBR600RR  | 101           | Kev Coghlan              | 4–5           |
| Intermoto Czech               | Honda         | Honda CBR600RR  | 7             | Patrik Vostárek          | 11–13         |
| Intermoto Czech               | Honda         | Honda CBR600RR  | 14            | Matthieu Lagrive         | All           |
| Intermoto Czech               | Honda         | Honda CBR600RR  | 37            | William De Angelis       | 1–9           |
| Intermoto Czech               | Honda         | Honda CBR600RR  | 67            | Bryan Staring            | 10            |
| Berry Racing                  | Honda         | Honda CBR600RR  | 10            | David Perret             | 11–12         |
| Berry Racing                  | Honda         | Honda CBR600RR  | 32            | Mirko Giansanti          | 1–5           |
| Berry Racing                  | Honda         | Honda CBR600RR  | 81            | Graeme Gowland           | 6–12          |
| Berry Racing                  | Honda         | Honda CBR600RR  | 105           | Gianluca Vizziello       | 1–10          |
| Yamaha Spain                  | Yamaha        | Yamaha YZF-R6   | 12            | Javier Hidalgo           | 7–9           |
| Yamaha Spain                  | Yamaha        | Yamaha YZF-R6   | 44            | David Salom              | 1–5, 7–13     |
| Yamaha Spain                  | Yamaha        | Yamaha YZF-R6   | 52            | José David de Gea        | 3, 6          |
| Yamaha Spain                  | Yamaha        | Yamaha YZF-R6   | 122           | Iván Silva               | 13            |
| Yamaha Spain                  | Yamaha        | Yamaha YZF-R6   | 124           | Jeremy Crowe             | 6, 10–11      |
| Yamaha Spain                  | Yamaha        | Yamaha YZF-R6   | 147           | Ángel Rodríguez Campillo | 4–5           |
| Yamaha Spain                  | Yamaha        | Yamaha YZF-R6   | 888           | Josep Pedro Subirats     | 1–2           |
| Puccetti Racing Kawasaki      | Kawasaki      | Kawasaki ZX-6R  | 13            | Cristiano Migliorati     | 5             |
| Factory Racing                | Honda         | Honda CBR600RR  | 15            | Gergő Talmácsi           | 1–3, 5        |
| Factory Racing                | Honda         | Honda CBR600RR  | 34            | Balázs Németh            | 6–13          |
| Factory Racing                | Honda         | Honda CBR600RR  | 72            | Attila Magda             | 1–3, 5–7      |
| Factory Racing                | Honda         | Honda CBR600RR  | 117           | Denis Sacchetti          | 8–13          |
| Parkalgar Racing Team         | Honda         | Honda CBR600RR  | 17            | Miguel Praia             | All           |
| Parkalgar Racing Team         | Honda         | Honda CBR600RR  | 18            | Craig Jones              | 1–9           |
| Parkalgar Racing Team         | Honda         | Honda CBR600RR  | 41            | Josh Hayes               | 11–13         |
| Parkalgar Racing Team         | Honda         | Honda CBR600RR  | 116           | Simone Sanna             | 5, 13         |
| Triumph – SC                  | Triumph       | Triumph 675     | 19            | Paweł Szkopek            | 9–10          |
| Triumph – SC                  | Triumph       | Triumph 675     | 24            | Garry McCoy              | 1–5, 7–8      |
| Triumph – SC                  | Triumph       | Triumph 675     | 28            | Ruggero Scambia          | 5, 7–10       |
| Triumph – SC                  | Triumph       | Triumph 675     | 42            | Alex Cudlin              | 11            |
| Triumph – SC                  | Triumph       | Triumph 675     | 45            | Andrea Zappa             | 11            |
| Triumph – SC                  | Triumph       | Triumph 675     | 57            | Ilario Dionisi           | 1–4           |
| Helder Team                   | Honda         | Honda CBR600RR  | 20            | Hélder Silva             | 13            |
| Hannspree Stiggy Motors Honda | Honda         | Honda CBR600RR  | 25            | Josh Brookes             | All           |
| Hannspree Stiggy Motors Honda | Honda         | Honda CBR600RR  | 127           | Robbin Harms             | All           |
| Glaner Motocard.com           | Honda         | Honda CBR600RR  | 26            | Joan Lascorz             | All           |
| Glaner Motocard.com           | Honda         | Honda CBR600RR  | 51            | Santiago Barragán        | 1–10, 12–13   |
| Team Buff                     | Triumph       | Triumph 675     | 27            | Robert Frost             | 9–10          |
| Benjan Racing Team            | Honda         | Honda CBR600RR  | 30            | Jesco Günther            | 7–13          |
| Benjan Racing Team            | Honda         | Honda CBR600RR  | 31            | Vesa Kallio              | 1–10          |
| Benjan Racing Team            | Honda         | Honda CBR600RR  | 81            | Graeme Gowland           | 1–5           |
| Benjan Racing Team            | Honda         | Honda CBR600RR  | 105           | Gianluca Vizziello       | 11–13         |
| Raceways Yamaha               | Yamaha        | Yamaha YZF-R6   | 33            | Hudson Kennaugh          | 9–10          |
| Hannspree Ten Kate Honda      | Honda         | Honda CBR600RR  | 54            | Kenan Sofuoğlu           | 13            |
| Hannspree Ten Kate Honda      | Honda         | Honda CBR600RR  | 65            | Jonathan Rea             | 1–12          |
| Hannspree Ten Kate Honda      | Honda         | Honda CBR600RR  | 88            | Andrew Pitt              | All           |
| Yamaha Lorenzini by Leoni     | Yamaha        | Yamaha YZF-R6   | 55            | Massimo Roccoli          | All           |
| Stichting Racen Tegen Kanker  | Honda         | Honda CBR600RR  | 63            | Ron van Steenbergen      | 4             |
| Woudstra's Wegrace Promotie   | Yamaha        | Yamaha YZF-R6   | 71            | Jurjen Uitterdijk        | 4             |
| Up Racing                     | Kawasaki      | Kawasaki ZX-6R  | 74            | Thierry Mulot            | 12            |
| RES Software Hoegee Suzuki    | Suzuki        | Suzuki GSX-R600 | 77            | Barry Veneman            | All           |
| RES Software Hoegee Suzuki    | Suzuki        | Suzuki GSX-R600 | 83            | Didier Van Keymeulen     | All           |
| WCR Bike Service              | Yamaha        | Yamaha YZF-R6   | 80            | Alessandro Brannetti     | 7             |
| WCR Bike Service              | Yamaha        | Yamaha YZF-R6   | 125           | Danilo Marrancone        | 7             |
| Team Honda Merson             | Honda         | Honda CBR600RR  | 82            | Adrián Bonastre          | 3             |
| Wilbers Racing                | Triumph       | Triumph 675     | 96            | Jesco Günther            | 6             |
| G-LAB Racing Sport Evolution  | Triumph       | Triumph 675     | 111           | Arne Tode                | 6             |
| 44 Racing Team                | Honda         | Honda CBR600RR  | 113           | Roberto Lunadei          | 7             |
| Gil Motor Sport – Solution F  | Kawasaki      | Kawasaki ZX-6R  | 121           | Arnaud Vincent           | 1–4           |
| Celani Team Suzuki Italia     | Suzuki        | Suzuki GSX-R600 | 123           | Terence Toti             | 11            |
| Gearlink Kawasaki             | Kawasaki      | Kawasaki ZX-6R  | 126           | Chris Martin             | 9             |
| L'Oreal Men Expert Laglisse   | Yamaha        | Yamaha YZF-R6   | 147           | Ángel Rodríguez Campillo | 3             |
| BPN                           | Yamaha        | Yamaha YZF-R6   | 155           | Tiago Dias               | 13            |
| Tati Team                     | Yamaha        | Yamaha YZF-R6   | 169           | Julien Enjolras          | 12            |
| HP Racing Team                | Honda         | Honda CBR600RR  | 199           | Danilo Dell'Omo          | 1–11          |
| Suzuki Motorrad               | Suzuki        | Suzuki GSX-R600 | 240           | Arturo Tizón             | 13            |

| Leyenda             | Leyenda |
| ------------------- | ------- |
| Piloto Titular      |         |
| Piloto Invitado     |         |
| Piloto de reemplazo |         |

## Estadísticas

### Campeonato de pilotos
| Pos. | Piloto                   | Moto     | QAT | AUS | ESP | NED | ITA | GER | SMR | CZE | GBR | EUR | ITA | FRA | POR | Pts |
| ---- | ------------------------ | -------- | --- | --- | --- | --- | --- | --- | --- | --- | --- | --- | --- | --- | --- | --- |
| 1    | Andrew Pitt              | Honda    | Ret | 1   | 19  | 1   | 4   | 1   | 1   | 2   | 3   | 2   | Ret | 1   | 2   | 214 |
| 2    | Jonathan Rea             | Honda    | Ret | 5   | 6   | 2   | Ret | 6   | 3   | 1   | 1   | 3   | 1   | 10  |     | 164 |
| 3    | Josh Brookes             | Honda    | 4   | 2   | Ret | 6   | 2   | 2   | 14  | 3   | 5   | 1   | 12  | 3   | 11  | 162 |
| 4    | Broc Parkes              | Yamaha   | 1   | Ret | 4   | 5   | 3   | 3   | 10  | 4   | 4   | 10  | 2   | Ret | 5   | 150 |
| 5    | Joan Lascorz             | Honda    | 2   | 7   | 1   | 3   | 9   | 12  | Ret | 18  | 14  | 7   | 4   | Ret | 3   | 121 |
| 6    | Fabien Foret             | Yamaha   | Ret | 4   | 2   | 4   | 1   | 4   | 4   | DNS |     |     |     | 8   | 10  | 111 |
| 7    | Craig Jones              | Honda    | 3   | 16  | 3   | 9   | 6   | 5   | 2   | Ret | 2   |     |     |     |     | 100 |
| 8    | Barry Veneman            | Suzuki   | 6   | 20  | Ret | 7   | Ret | DNS | 8   | 5   | 6   | 4   | 5   | 2   | Ret | 92  |
| 9    | Robbin Harms             | Honda    | 7   | 3   | Ret | 13  | 5   | Ret | 5   | Ret | Ret | 6   | 6   | 15  | Ret | 71  |
| 10   | Gianluca Nannelli        | Honda    | Ret | 10  | 5   | Ret | 13  | Ret | 13  | 6   | 7   | 16  | 7   | 7   | 6   | 70  |
| 11   | Gianluca Vizziello       | Honda    | 10  | 8   | 12  | 8   | Ret | 14  | 11  | 12  | 12  | 11  | 15  | 11  | 8   | 60  |
| 12   | Massimo Roccoli          | Yamaha   | Ret | 9   | 7   | Ret | 7   | Ret | 7   | 10  | 8   | 17  | 17  | 6   | Ret | 58  |
| 13   | Matthieu Lagrive         | Honda    | 5   | 17  | 13  | 10  | 8   | Ret | Ret | 8   | 19  | 9   | Ret | 4   | Ret | 56  |
| 14   | Mark Aitchison           | Triumph  | Ret | 12  | 10  | 11  | 11  | Ret | 6   | 22  | Ret | 13  | 9   | DNS | 9   | 47  |
| 15   | Didier van Keymeulen     | Suzuki   | 16  | DNS | 20  | Ret | 17  | 7   | 18  | 14  | Ret | 8   | 8   | 5   | 15  | 39  |
| 16   | Chris Walker             | Kawasaki | 9   | 14  | 9   | 12  | Ret | 9   | 12  | 11  |     |     |     |     |     | 36  |
| 17   | Ivan Clementi            | Triumph  | 12  | 11  | Ret | 14  | 21  | Ret | 9   | 13  | DNS | 18  | 11  | 14  | 21  | 28  |
| 18   | Josh Hayes               | Honda    |     |     |     |     |     |     |     |     |     |     | 10  | 9   | 4   | 26  |
| 19   | Kenan Sofuoğlu           | Honda    |     |     |     |     |     |     |     |     |     |     |     |     | 1   | 25  |
| 20   | Vesa Kallio              | Honda    | 14  | 15  | 14  | 18  | 14  | 10  | Ret | 9   | 13  | Ret |     |     |     | 23  |
| 21   | Eugene Laverty           | Yamaha   |     |     |     |     |     |     |     |     |     | 12  | 3   |     |     | 20  |
| 22   | Katsuaki Fujiwara        | Kawasaki | 15  | Ret | 11  | Ret | 15  | 11  | Ret | 16  | Ret | 14  | 18  | 12  | 22  | 18  |
| 23   | Hudson Kennaugh          | Yamaha   |     |     |     |     |     |     |     |     | 10  | 5   |     |     |     | 17  |
| 24   | Ángel Rodríguez Campillo | Yamaha   |     |     | 8   | Ret | 10  |     |     |     |     |     |     |     |     | 14  |
| 25   | Miguel Praia             | Honda    | 13  | 21  | 15  | 17  | Ret | 13  | Ret | Ret | Ret | Ret | 13  | Ret | 12  | 14  |
| 26   | Garry McCoy              | Triumph  | Ret | 6   | Ret | Ret | Ret |     | Ret | DNS |     |     |     |     | 13  | 13  |
| 27   | Russell Holland          | Honda    |     |     |     |     |     |     | Ret | 7   | Ret | Ret | 16  | 16  | 14  | 11  |
| 28   | Simone Sanna             | Honda    |     |     |     |     | Ret |     |     |     |     |     |     |     | 7   | 9   |
| 29   | David Salom              | Yamaha   | 8   | 18  | 16  | 16  | 16  |     | Ret | 15  | 21  | Ret | 19  | 17  | 16  | 9   |
| 30   | Arne Tode                | Triumph  |     |     |     |     |     | 8   |     |     |     |     |     |     |     | 8   |
| 30   | Arne Tode                | Honda    |     |     |     |     |     |     | Ret |     |     |     |     |     |     | 8   |
| 31   | Rob Frost                | Triumph  |     |     |     |     |     |     |     |     | 9   | Ret |     |     |     | 7   |
| 32   | Steve Plater             | Triumph  |     |     |     |     |     |     |     |     | 11  |     |     |     |     | 5   |
| 33   | Grégory Leblanc          | Honda    | 11  | 25  | Ret | Ret | 23  | 17  | 22  | Ret |     |     |     |     |     | 5   |
| 34   | Cristiano Migliorati     | Kawasaki |     |     |     |     | 12  |     |     |     |     |     |     |     |     | 4   |
| 35   | Graeme Gowland           | Honda    | Ret | 13  | Ret | 19  | Ret | 19  | 24  | Ret | 15  | 20  | 21  | DNS |     | 4   |
| 36   | Patrik Vostárek          | Honda    |     |     |     |     |     |     |     |     |     |     | 22  | 13  | 20  | 3   |
| 37   | Terence Toti             | Suzuki   |     |     |     |     |     |     |     |     |     |     | 14  |     |     | 2   |
| 38   | Chris Martin             | Kawasaki |     |     |     |     |     |     |     |     | Ret | 15  | 20  | 16  | 24  | 1   |
| 39   | Danilo Marrancone        | Yamaha   |     |     |     |     |     |     | 15  |     |     |     |     |     |     | 1   |
| 40   | Jeremy Crowe             | Yamaha   |     |     |     |     |     | 15  |     |     |     | DNQ | 24  |     |     | 1   |
| 41   | Ilario Dionisi           | Triumph  | 21  | Ret | Ret | 15  |     |     |     |     |     |     |     |     |     | 1   |
| Pos. | Piloto                   | Moto     | QAT | AUS | ESP | NED | ITA | GER | SMR | CZE | GBR | EUR | ITA | FRA | POR | Pts |

| Color     | Resultado                                                               |
| --------- | ----------------------------------------------------------------------- |
| Oro       | Ganador                                                                 |
| Plata     | 2.ª plaza                                                               |
| Bronce    | 3.ª plaza                                                               |
| Verde     | Finalizó en los puntos                                                  |
| Azul      | Finalizó sin puntos                                                     |
| Azul      | NC - No clasificado                                                     |
| Violeta   | Ret - No terminó (Carrera)                                              |
| Rojo      | DNQ - No se clasificó                                                   |
| Negro     | DSQ - Descalificado                                                     |
| Blanco    | DNS - No empezó (carrera)                                               |
| Blanco    | WD - Retirado (fin de semana)                                           |
| Blanco    | C - Carrera cancelada                                                   |
| Sin color | DNP - Inscrito pero no participó                                        |
| Sin color | INJ - Lesionado                                                         |
| Sin color | EX - Excluido                                                           |
| Estado    | Resultado                                                               |
| Negrita   | Pole position                                                           |
| Cursiva   | Vuelta rápida                                                           |
| †         | Abandona, pero clasifica al completar el porcentaje requerido para ello |

### Campeonato de constructores
| Pos. | Constructor | QAT | AUS | ESP | NED | ITA | GER | SMR | CZE | GBR | EUR | ITA | FRA | POR | Pts |
| ---- | ----------- | --- | --- | --- | --- | --- | --- | --- | --- | --- | --- | --- | --- | --- | --- |
| 1    | Honda       | 2   | 1   | 1   | 1   | 2   | 1   | 1   | 1   | 1   | 1   | 1   | 1   | 1   | 315 |
| 2    | Yamaha      | 1   | 4   | 2   | 4   | 1   | 3   | 4   | 4   | 4   | 5   | 2   | 6   | 5   | 203 |
| 3    | Suzuki      | 6   | 20  | 20  | 7   | 17  | 7   | 8   | 5   | 6   | 4   | 5   | 2   | 15  | 102 |
| 4    | Triumph     | 12  | 6   | 10  | 11  | 11  | 8   | 6   | 13  | 9   | 13  | 9   | 14  | 9   | 77  |
| 5    | Kawasaki    | 9   | 14  | 9   | 12  | 12  | 9   | 12  | 11  | Ret | 14  | 18  | 12  | 22  | 46  |
| Pos. | Constructor | QAT | AUS | ESP | NED | ITA | GER | SMR | CZE | GBR | EUR | ITA | FRA | POR | Pts |